# Ozyptila mingrelica
Ozyptila mingrelica (лат.) — вид пауков семейства Пауки-бокоходы (Thomisidae). Встречается в Закавказье (Грузия). Длина просомы около 3 мм, ширина 2,9 мм. Основная окраска коричневая со светлыми отметинами (стернум темно-коричневый; ноги темно-коричневые с жёлтыми отметинами).
Голени первой пары ног вентрально с двумя парами шипов; волоски заострённые или булавовидные. Педипальпы самцов с тегулярным апофизом, эпигинум с чехлом. Первые две пары ног развернуты передними поверхностями вверх, заметно длиннее ног третьей и четвёртой пар. Паутину не плетут, жертву ловят своими видоизменёнными передними ногами.